# بارتنرز جروب
بارتنرز جروب هولدنج أيه جي هي شركة أسهم خاصة عالمية مقرها في سويسرا ، وتدير أصولًا بقيمة 141.7 مليار دولار أمريكي في مجالات الأسهم الخاصة،  والبنية التحتية الخاصة، والعقارات الخاصة، والديون الخاصة. 
تدير الشركة مجموعة واسعة من الصناديق والمنتجات المهيكلة والمحافظ المخصصة لعملاء دوليين من المستثمرين المؤسسيين والبنوك الخاصة والمؤسسات المالية الأخرى. أكملت الشركة أكثر من 250 استثمارًا في الأسهم الخاصة في شركات المحفظة. اعتبارًا من نهاية عام 2021، تعد بارتنرز جروب خامس أكبر شركة أسواق خاصة مدرجة من حيث القيمة في العالم من حيث القيمة السوقية. 
منذ عام 2020، أصبحت بارتنرز جروب أحد مكونات مؤشر السوق السويسرية .